# Liste der Nummer-eins-Hits in Spanien (1985)
Dies ist eine Liste der Nummer-eins-Hits in Spanien im Jahr 1985. Sie basiert auf den offiziellen Chartlisten der Asociación Fonográfica y Videográfica de España (AFYVE, heute Promusicae), der spanischen Landesgruppe der IFPI.

## Singles
| | Liste der Nummer-eins-Hits in Spanien | Liste der Nummer-eins-Hits in Spanien | Liste der Nummer-eins-Hits in Spanien                                                                                          | 1986 →                    |
| \| Zeitraum \| Wo. ges. \| Interpret \| Titel Autor(en) \| Zusätzliche Informationen \| \| (Zeitraum, Wochen auf Platz eins, Interpret, Titel, Autor[en], zusätzliche Informationen) \| \| \| \| \| \| ----------------------------------------------------------------------------------------- \| -------- \| ----------------- \| ------------------------------------------------------------------------------------------------------------------------------ \| ------------------------- \| \| 17. Dezember 1984 – 6. Januar 1985 3 Wochen (insgesamt 8) \| 8 \| Alaska y Dinarama \| ¿Cómo pudiste hacerme esto a mí? Ignacio Canut Guillén, Carlos García-Berlanga Manrique \| – \| \| 7. Januar 1985 – 13. Januar 1985 1 Woche \| 1 \| Ray Parker Jr. \| Ghostbusters Ray Erskine Parker Jr. \| – \| \| 14. Januar 1985 – 17. Februar 1985 5 Wochen (insgesamt 8) \| 8 \| Alaska y Dinarama \| ¿Cómo pudiste hacerme esto a mí? Ignacio Canut Guillén, Carlos García-Berlanga Manrique \| – \| \| 18. Februar 1985 – 24. Februar 1985 1 Woche \| 1 \| Limahl \| The Never Ending Story Musik: Giorgio Moroder, Text: Keith Forsey \| – \| \| 25. Februar 1985 – 10. März 1985 2 Wochen \| 2 \| Miguel Bosé \| Amante bandido \| – \| \| 11. März 1985 – 7. April 1985 4 Wochen \| 4 \| Video Kids \| Woodpeckers from Space Cornelis Bergman, Geert Jan Hessing, Aart Mol, Erwin van Prehn, Elmer Veerhoff \| – \| \| 8. April 1985 – 5. Mai 1985 4 Wochen (insgesamt 5) \| 5 \| Alaska y Dinarama \| Ni tú, ni nadie Ignacio Canut Guillén, Carlos García-Berlanga Manrique \| – \| \| 6. Mai 1985 – 12. Mai 1985 1 Woche \| 1 \| Murray Head \| One Night in Bangkok Benny Andersson, Björn Ulvaeus, Tim Rice \| – \| \| 13. Mai 1985 – 19. Mai 1985 1 Woche (insgesamt 5) \| 5 \| Alaska y Dinarama \| Ni tú, ni nadie Ignacio Canut Guillén, Carlos García-Berlanga Manrique \| – \| \| 20. Mai 1985 – 14. Juli 1985 8 Wochen \| 8 \| USA for Africa \| We Are the World Michael Jackson, Lionel Richie \| – \| \| 15. Juli 1985 – 21. Juli 1985 1 Woche \| 1 \| Iván \| Baila Claudio D’Onofrio, Giorgio Vanni \| – \| \| 22. Juli 1985 – 4. August 1985 2 Wochen \| 2 \| Baltimora \| Tarzan Boy Musik: Maurizio Bassi, Text: Naimy Hackett \| – \| \| 5. August 1985 – 20. Oktober 1985 11 Wochen \| 11 \| Opus \| Live Is Life Musik: Günter Grasmuck, Peter Niklas Gruber, Ewald Pfleger, Kurt Plisnier, Herwig Tremschnig; Text: Ewald Pfleger \| – \| \| 21. Oktober 1985 – 3. November 1985 2 Wochen \| 2 \| Stevie Wonder \| Part-Time Lover Stevie Wonder \| – \| \| 4. November 1985 – 10. November 1985 1 Woche \| 1 \| Madonna \| Into the Groove Stephen Pate Bray, Madonna L. Ciccone \| – \| \| 11. November 1985 – 1. Dezember 1985 3 Wochen \| 3 \| Stevie Wonder \| Part-Time Lover Stevie Wonder \| – \| \| 2. Dezember 1985 – 8. Dezember 1985 1 Woche \| 1 \| Tina Turner \| We Don’t Need Another Hero Terry Britten, Graham Hamilton Lyle \| – \| \| 9. Dezember 1985 – 31. Januar 1986 7 Wochen (insgesamt 14) \| 14 \| Stevie Wonder \| Part-Time Lover Stevie Wonder \| – \| |                                       |                                       | |                           |
| |                                       |                                       | | → 1986 →                  |
| Zeitraum | Wo. ges.                              | Interpret                             | Titel Autor(en) | Zusätzliche Informationen |
| (Zeitraum, Wochen auf Platz eins, Interpret, Titel, Autor[en], zusätzliche Informationen) |                                       |                                       | |                           |
| 17. Dezember 1984 – 6. Januar 1985 3 Wochen (insgesamt 8) | 8                                     | Alaska y Dinarama                     | ¿Cómo pudiste hacerme esto a mí? Ignacio Canut Guillén, Carlos García-Berlanga Manrique                                        | –                         |
| 7. Januar 1985 – 13. Januar 1985 1 Woche | 1                                     | Ray Parker Jr.                        | Ghostbusters Ray Erskine Parker Jr.                                                                                            | –                         |
| 14. Januar 1985 – 17. Februar 1985 5 Wochen (insgesamt 8) | 8                                     | Alaska y Dinarama                     | ¿Cómo pudiste hacerme esto a mí? Ignacio Canut Guillén, Carlos García-Berlanga Manrique                                        | –                         |
| 18. Februar 1985 – 24. Februar 1985 1 Woche | 1                                     | Limahl                                | The Never Ending Story Musik: Giorgio Moroder, Text: Keith Forsey                                                              | –                         |
| 25. Februar 1985 – 10. März 1985 2 Wochen | 2                                     | Miguel Bosé                           | Amante bandido | –                         |
| 11. März 1985 – 7. April 1985 4 Wochen | 4                                     | Video Kids                            | Woodpeckers from Space Cornelis Bergman, Geert Jan Hessing, Aart Mol, Erwin van Prehn, Elmer Veerhoff                          | –                         |
| 8. April 1985 – 5. Mai 1985 4 Wochen (insgesamt 5) | 5                                     | Alaska y Dinarama                     | Ni tú, ni nadie Ignacio Canut Guillén, Carlos García-Berlanga Manrique                                                         | –                         |
| 6. Mai 1985 – 12. Mai 1985 1 Woche | 1                                     | Murray Head                           | One Night in Bangkok Benny Andersson, Björn Ulvaeus, Tim Rice                                                                  | –                         |
| 13. Mai 1985 – 19. Mai 1985 1 Woche (insgesamt 5) | 5                                     | Alaska y Dinarama                     | Ni tú, ni nadie Ignacio Canut Guillén, Carlos García-Berlanga Manrique                                                         | –                         |
| 20. Mai 1985 – 14. Juli 1985 8 Wochen | 8                                     | USA for Africa                        | We Are the World Michael Jackson, Lionel Richie                                                                                | –                         |
| 15. Juli 1985 – 21. Juli 1985 1 Woche | 1                                     | Iván                                  | Baila Claudio D’Onofrio, Giorgio Vanni                                                                                         | –                         |
| 22. Juli 1985 – 4. August 1985 2 Wochen | 2                                     | Baltimora                             | Tarzan Boy Musik: Maurizio Bassi, Text: Naimy Hackett                                                                          | –                         |
| 5. August 1985 – 20. Oktober 1985 11 Wochen | 11                                    | Opus                                  | Live Is Life Musik: Günter Grasmuck, Peter Niklas Gruber, Ewald Pfleger, Kurt Plisnier, Herwig Tremschnig; Text: Ewald Pfleger | –                         |
| 21. Oktober 1985 – 3. November 1985 2 Wochen | 2                                     | Stevie Wonder                         | Part-Time Lover Stevie Wonder                                                                                                  | –                         |
| 4. November 1985 – 10. November 1985 1 Woche | 1                                     | Madonna                               | Into the Groove Stephen Pate Bray, Madonna L. Ciccone                                                                          | –                         |
| 11. November 1985 – 1. Dezember 1985 3 Wochen | 3                                     | Stevie Wonder                         | Part-Time Lover Stevie Wonder                                                                                                  | –                         |
| 2. Dezember 1985 – 8. Dezember 1985 1 Woche | 1                                     | Tina Turner                           | We Don’t Need Another Hero Terry Britten, Graham Hamilton Lyle                                                                 | –                         |
| 9. Dezember 1985 – 31. Januar 1986 7 Wochen (insgesamt 14) | 14                                    | Stevie Wonder                         | Part-Time Lover Stevie Wonder                                                                                                  | –                         |

## Alben
| | Liste der Nummer-eins-Hits in Spanien | Liste der Nummer-eins-Hits in Spanien | Liste der Nummer-eins-Hits in Spanien | 1986 →                    |
| \| Zeitraum \| Wo. ges. \| Interpret \| Titel \| Zusätzliche Informationen \| \| (Zeitraum, Wochen auf Platz eins, Interpret, Titel, zusätzliche Informationen) \| \| \| \| \| \| ------------------------------------------------------------------------------ \| -------- \| ------------------ \| --------------------- \| ------------------------- \| \| 12. November 1984 – 13. Januar 1985 9 Wochen (insgesamt 10) \| 10 \| Stevie Wonder \| The Woman in Red \| – \| \| 14. Januar 1985 – 20. Januar 1985 1 Woche \| 1 \| Joan Manuel Serrat \| En directo \| – \| \| 21. Januar 1985 – 12. Mai 1985 16 Wochen \| 16 \| Alaska y Dinarama \| Deso carnal \| – \| \| 13. Mai 1985 – 19. Mai 1985 1 Woche \| 1 \| Mick Jagger \| She’s the Boss \| – \| \| 20. Mai 1985 – 26. Mai 1985 1 Woche \| 1 \| Phil Collins \| No Jacket Required \| – \| \| 27. Mai 1985 – 16. Juni 1985 3 Wochen \| 3 \| USA for Africa \| We Are the World \| – \| \| 17. Juni 1985 – 22. September 1985 14 Wochen (insgesamt 15) \| 15 \| Dire Straits \| Brothers in Arms \| – \| \| 23. September 1985 – 29. September 1985 1 Woche \| 1 \| Julio Iglesias \| Libra \| – \| \| 30. September 1985 – 6. Oktober 1985 1 Woche (insgesamt 15) \| 15 \| Dire Straits \| Brothers in Arms \| – \| \| 7. Oktober 1985 – 27. Oktober 1985 3 Wochen (insgesamt 6) \| 6 \| Madonna \| Like a Virgin \| – \| \| 28. Oktober 1985 – 9. Dezember 1985 6 Wochen \| 6 \| Stevie Wonder \| In Square Circle \| – \| \| 10. Dezember 1985 – 29. Dezember 1985 3 Wochen (insgesamt 6) \| 6 \| Madonna \| Like a Virgin \| – \| \| 30. Dezember 1985 – 12. Januar 1986 2 Wochen \| 2 \| Joan Manuel Serrat \| El sur también existe \| – \| |                                       |                                       |                                       |                           |
| |                                       |                                       |                                       | → 1986 →                  |
| Zeitraum | Wo. ges.                              | Interpret                             | Titel                                 | Zusätzliche Informationen |
| (Zeitraum, Wochen auf Platz eins, Interpret, Titel, zusätzliche Informationen) |                                       |                                       |                                       |                           |
| 12. November 1984 – 13. Januar 1985 9 Wochen (insgesamt 10) | 10                                    | Stevie Wonder                         | The Woman in Red                      | –                         |
| 14. Januar 1985 – 20. Januar 1985 1 Woche | 1                                     | Joan Manuel Serrat                    | En directo                            | –                         |
| 21. Januar 1985 – 12. Mai 1985 16 Wochen | 16                                    | Alaska y Dinarama                     | Deso carnal                           | –                         |
| 13. Mai 1985 – 19. Mai 1985 1 Woche | 1                                     | Mick Jagger                           | She’s the Boss                        | –                         |
| 20. Mai 1985 – 26. Mai 1985 1 Woche | 1                                     | Phil Collins                          | No Jacket Required                    | –                         |
| 27. Mai 1985 – 16. Juni 1985 3 Wochen | 3                                     | USA for Africa                        | We Are the World                      | –                         |
| 17. Juni 1985 – 22. September 1985 14 Wochen (insgesamt 15) | 15                                    | Dire Straits                          | Brothers in Arms                      | –                         |
| 23. September 1985 – 29. September 1985 1 Woche | 1                                     | Julio Iglesias                        | Libra                                 | –                         |
| 30. September 1985 – 6. Oktober 1985 1 Woche (insgesamt 15) | 15                                    | Dire Straits                          | Brothers in Arms                      | –                         |
| 7. Oktober 1985 – 27. Oktober 1985 3 Wochen (insgesamt 6) | 6                                     | Madonna                               | Like a Virgin                         | –                         |
| 28. Oktober 1985 – 9. Dezember 1985 6 Wochen | 6                                     | Stevie Wonder                         | In Square Circle                      | –                         |
| 10. Dezember 1985 – 29. Dezember 1985 3 Wochen (insgesamt 6) | 6                                     | Madonna                               | Like a Virgin                         | –                         |
| 30. Dezember 1985 – 12. Januar 1986 2 Wochen | 2                                     | Joan Manuel Serrat                    | El sur también existe                 | –                         |